# Juzdar
Juzdar (en urdu: خضدار‎) es una localidad de Pakistán, en la provincia de Baluchistán.

## Demografía
Según estimación 2010 contaba con 148089 habitantes.